# Avenio

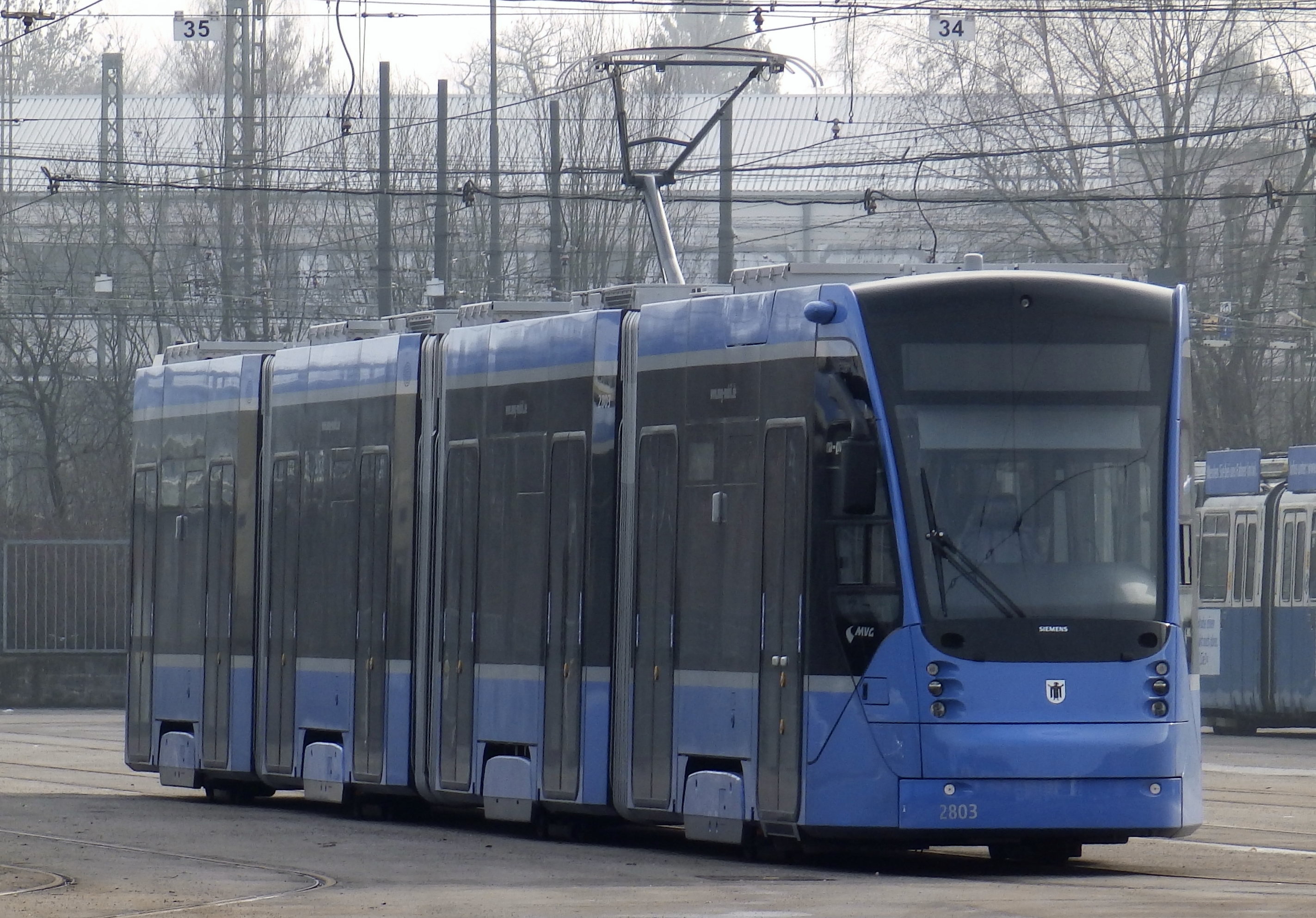
Siemens Avenio in dienst bij MVG.

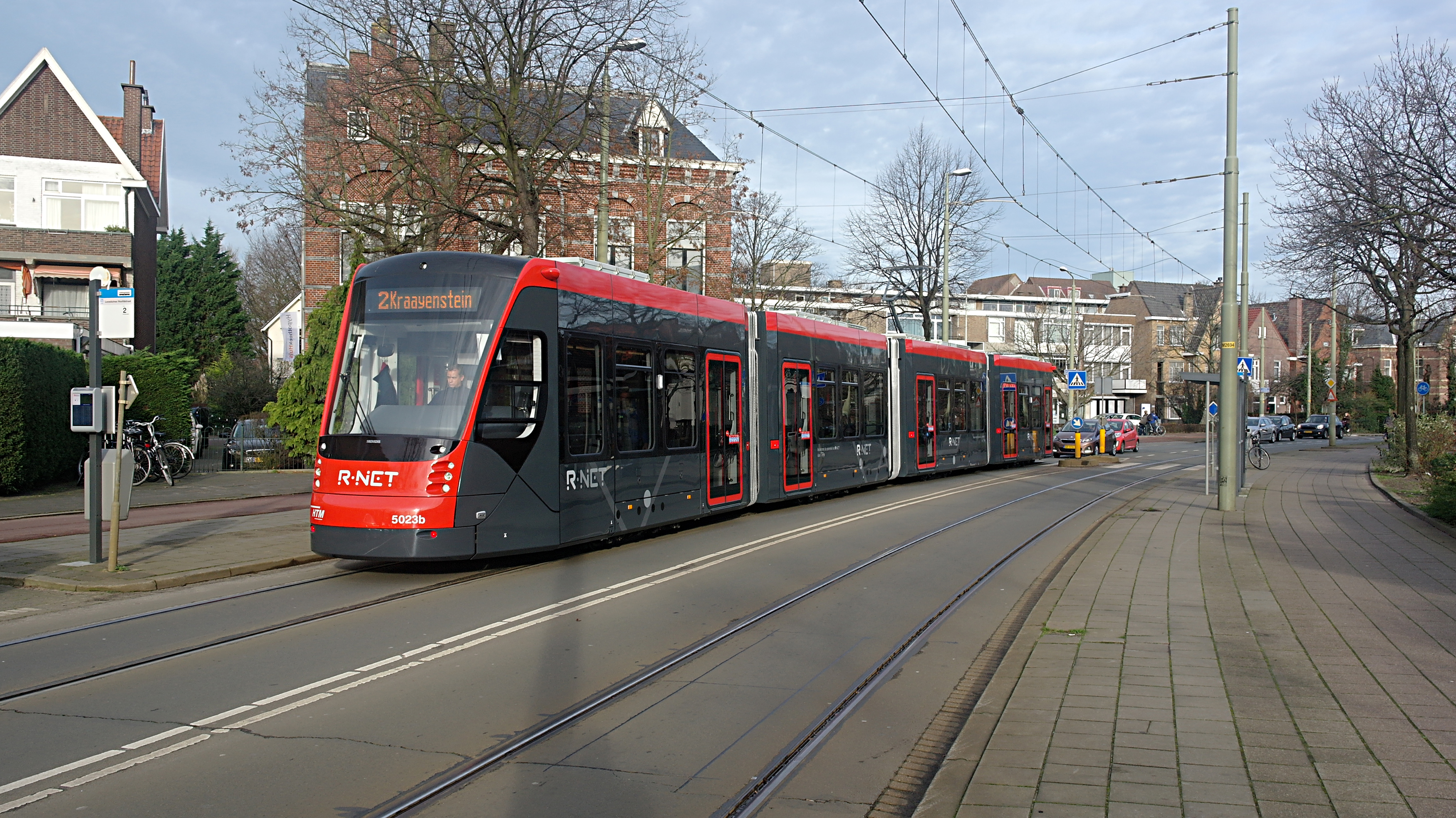
Avenio 5023 op de Lippe Biesterfeldweg te Den Haag, 30 december 2015

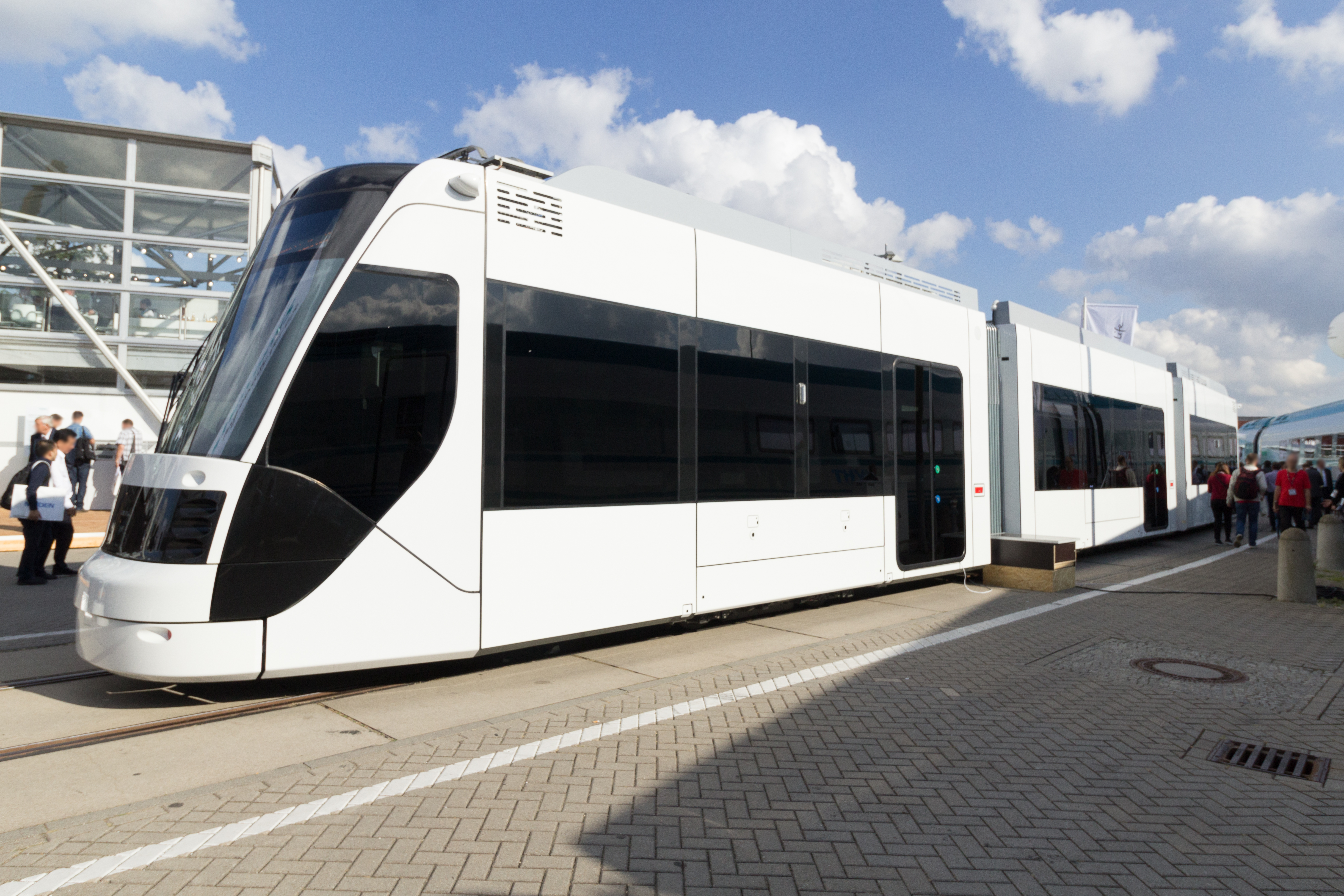
Siemens Avenio voor Qatar.

De Siemens Avenio is de marktnaam van verschillende soorten trams geproduceerd door de Duitse rollendmaterieelfabrikant Siemens. Het eerste type is een lagevloertram die sinds 2009 in productie is en gezien kan worden als een verdere ontwikkeling van de Combino.

## Ontwikkeling
In tegenstelling tot de originele Combino is de Avenio gebouwd van roestvrij staal en bestaat elke wagenbak uit een apart chassis. Elke wagenbak heeft een standaardlengte van 9 m en een standaardhoogte van 3,80 m. De breedte varieert tussen 2,30 m en 2,65 m.
De Avenio heeft net als de Combino geen draaistellen en geen starre as. In de korte wagenbakken zijn aan weerszijden twee aparte elektromotoren geplaatst, die elk twee wielen aan de betreffende zijde aandrijven. Op deze manier zijn er niet langer doorlopende assen nodig, wat samen met de aan de zijkanten geplaatste motoren een geheel doorlopende lage vloer mogelijk maakt.

### Passagierscapaciteit
| Lengte | 2,3m         | 2,4m         | 2,65m        |
| ------ | ------------ | ------------ | ------------ |
| 18m    | 105 personen | 110 personen | 120 personen |
| 27m    | 165 personen | 170 personen | 180 personen |
| 36m    | 225 personen | 230 personen | 250 personen |
| 45m    | 285 personen | 290 personen | 310 personen |
| 54m    | 340 personen | 350 personen | 380 personen |
| 63m    | 400 personen | 410 personen | 450 personen |
| 72m    | 460 personen | 470 personen | 510 personen |

Dit is berekend met vier personen/m².

### Inzet
Hoewel de HTM launching partner van Siemens was voor het Avenio platform gingen de eerst gebouwde trams naar de Beierse hoofdstad München, om daar een uitermate nijpend materieeltekort te verlichten, veroorzaakt door diverse ongevallen. De HTM heeft veertig exemplaren besteld om een deel van de GTL-8-trams te vervangen. Op 13 maart 2014 werd bekendgemaakt dat er een aanvullende bestelling komt van twintig trams bij HTM. Deze bestelling komt voort uit een optie in de eerste opdracht voor meer Avenio's. Op zaterdagochtend is 5 juli 2014 de eerste Avenio in Den Haag ter gelegenheid van 150 jaar HTM gepresenteerd aan Koning Willem-Alexander. Sinds 2 november 2015 is de Avenio in Den Haag in reguliere dienst.
| Land      | Bedrijf          | Type             | Serie       | Aantal | Inzet    | Opmerking                                                                                             |
| --------- | ---------------- | ---------------- | ----------- | ------ | -------- | --- |
| Duitsland | MVG              | l=36,85m b=2,30m | 2801 - 2808 | 8      | München  | |
| Israël    | ?                | ?                | ?           | ?      | Tel Aviv | Zou de eerste serie zijn die in productie kwam, maar door vertraging is de order in 2010 geannuleerd. |
| Nederland | HTM              | l=35,00m b=2,55m | 5001 - 5040 | 40     | Den Haag | |
| Nederland | HTM              | l=35,00m b=2,55m | 5041 - 5060 | 20     | Den Haag | Aanvullend contract op de eerste bestelling                                                           |
| Nederland | HTM              | l=35,00m b=2,55m | 5061 - 5070 | 10     | Den Haag | |
| Qatar     | Qatar Foundation | ?                | ?           | 19     | Doha     | |

## Avenio M
Een gemoderniseerde versie van het Combino-concept blijft leverbaar onder de naam Avenio M. Het trambedrijf van Ulm heeft twaalf vijfdelige Avenio M's gekocht voor levering in 2017, met een optie op nog zes.

## Avenio HF
Naast de originele Avenio uit 2009 en de Avenio M als opvolger van de Combino, gaat siemens ook de Avenio HF leveren. Deze versie heeft een hoge vloer en is ontwikkeld om de Stadtbahn B te vervangen. Als eerste is Duisburg aan de beurt, waarna ook Düsseldorf zal volgen.